# Centrale hydroélectrique Siti I
Pour les articles homonymes, voir Centrale hydroélectrique Siti.
La centrale hydroélectrique Siti I, communément appelée centrale électrique Siti, est une mini-centrale hydroélectrique de 5,0 mégawatts en Ouganda.

## Emplacement
La centrale électrique est située de l'autre côté de la rivière Siti, dans le district de Bukwo, partie nord de la région orientale de l'Ouganda, près de la frontière avec la république du Kenya. Cet emplacement, se trouve sur les pentes nord-est du mont Elgon, dans le parc national du Mont Elgon, à une altitude d'environ 2 000 mètres. Il est situé à proximité de sa centrale électrique sœur, la centrale hydroélectrique Siti II,.

## Aperçu
La centrale électrique est une mini-installation hydroélectrique au fil de l'eau, d'une capacité de 5 mégawatts. La construction a été faite en même temps avec les 16,5MW de la centrale hydroélectrique Siti II. Les deux appartiennent au même développeur. Les études d'impact ont été réalisées et présentées avant la construction. Un promoteur privé, Elgon Hydro Siti Private, a demandé les droits de développement du projet. Le complexe électrique de 21,5 mégawatts comprenant Siti I et Siti II est la plus grande installation de production d'électricité du nord-est de l'Ouganda. L'énergie produite par ce complexe de production d'électricité alimentera les communautés locales du district de Bukwo et le solde sera intégré au réseau électrique national.

## Calendrier de construction
En octobre 2014, l'Autorité de régulation de l'électricité (ERA) a autorisé neuf nouveaux projets d'énergie renouvelable, dont la centrale hydroélectrique Siti I. Le complexe électrique se compose de deux unités de production au fil de l'eau ; Siti I d'une capacité de 5 mégawatts et Siti II, d'une capacité de 16,5 mégawatts. La construction a commencé en mars 2015, et les opérations commerciales ont commencé en mai 2017.

## Voir également
- Barrages d'Afrique